# Крістіан фон Гаммерштайн-Локстен
Барон Крістіан Вільгельм Герман фон Гаммерштайн-Локстен (нім. Christian Wilhelm Hermann Freiherr von Hammerstein-Loxten; 29 травня 1887, Шверін — 21 лютого 1963, Геттінген) — німецький юрист, доктор права (1914), міністерський директор (16 грудня 1942), генералштабсріхтер люфтваффе (1 травня 1944). Кавалер Німецького хреста в сріблі.

## Біографія
Виходець із давнього знатного роду Гаммерштайн. Син шверінського міністерського радника барона Бернгарда фон Гаммерштайна (1853–1907) і його дружини Гедвіґ, уродженої фон Ванґенгайм.
Вивчав право у Гайдельберзькому (1907—1908), Геттінгенському (1908—1909) і Ростоцькому (літній семестр 1909) університетах. В 1910/11 роках служив однорічним добровольцем у Великогерцозькому Мекленбурзькому польовому артилерійському полку №60. 1 жовтня 1911 року вступив стажером у окружний суд Шверіна. Учасник Першої світової війни, лейтенант резерву. Служив у своєму старому полку на різноманітних посадах, в тому числі як полковий ад'ютант. 29 жовтня 1918 олку тяжко поранений, після чого до активної військової служби вже не повертався. З липня 1920 року — муніципальний суддя окружного суду Бойценбурга. 9 вересня 1920 року звільнений з армії з підвищенням до оберлейтенанта резерву. З 1 січня 1924 року — член верховної церковної ради Мекленбурзької євангелічно-лютеранської церкви. На початку 1930-х років приєднався до консервативного німецько-християнського руху. 1 липня 1935 року вступив у вермахт і призначений старшим суддею при 2-му адміралі Балтійського моря в Кілі. 1 квітня 1936 року переведений в люфтваффе і призначений старшим військовим судовим радником в суд 6-го авіаційного округу (Кіль). З 6 жовтня 1936 року служив в юридичному відділі Центрального управління Імперського міністерства авіації (RLM), з 1 квітня 1937 року — начальник групи. 14 серпня 1939 року очолив юридичний відділ Центрального управління. 1 березня 1940 року відділ Гаммерштайна був розгорнутий у правову службу RLM. 11 червня 1945 року заарештований американською владою. 10 квітня 1947 року звільнений.

## Сім'я
Перша дружина — Ільзабе Мергаймб (з 1920 року). В шлюбі народились дочка і двоє синів (обидва загинули на війні). Після смерті дружини в 1930 році вдруге одружився з 25-річною Елеонорою Шредер. В шлюбі народились двоє синів.

## Нагороди
Отримав численні нагороди, серед яких:
- Залізний хрест 2-го і 1-го класу
- Лицарський хрест королівського ордена дому Гогенцоллернів з мечами (21 квітня 1918)
- Нагрудний знак «За поранення» в сріблі
- Почесний хрест ветерана війни з мечами (1934)
- Медаль «За вислугу років у Вермахті» 4-го класу (2 жовтня 1936)
- Хрест Воєнних заслуг 2-го і 1-го класу з мечами
- Імперський орден Ярма та Стріл (Іспанія; 20 березня 1941)
- Німецький хрест в сріблі (20 квітня 1945)